# فرح (خواننده)
منیره فولادی شناخته شده با نام هنری فرح یا بانو فرح (زاده ۱۳۰۳-درگذشت ۱۳۷۴) خواننده ایرانی در سبک موسیقی سنتی بود. فرح از خوانندگان مطرح دهه ۳۰ شمسی بود و در رادیو فعال بود.

## زندگی‌نامه

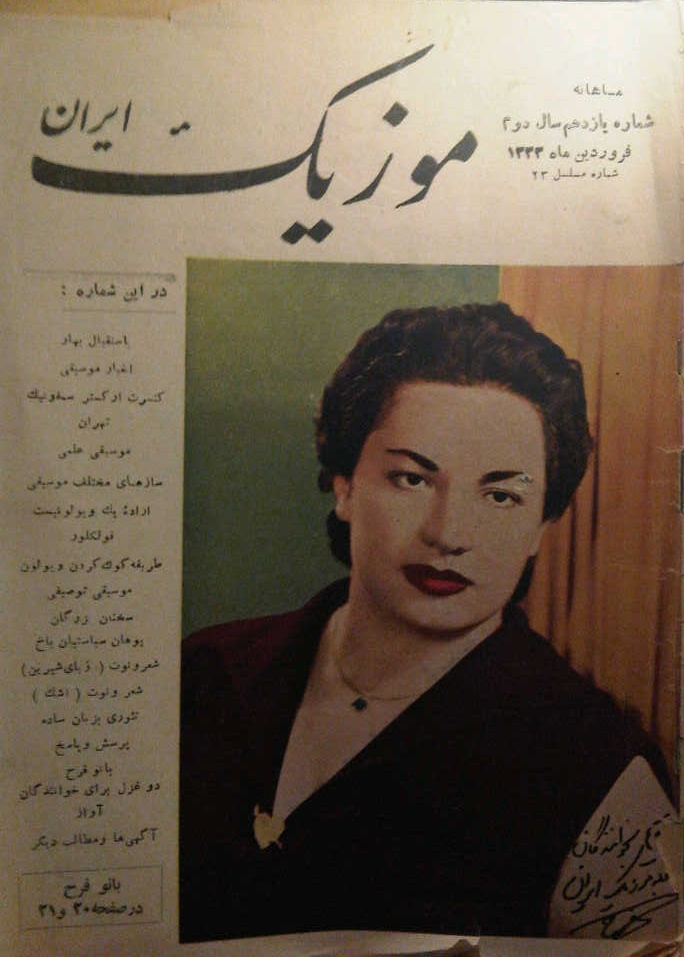
تصویر فرح بر روی جلد مجله موزیک ایران

فرح با نام اصلی منیره فولادی در ۱۳۰۳ در تهران زاده شد. تحصیلات ابتدایی را در دبستان مینو و متوسطه را در دبیرستان خاور انجام داد. روزی فرح و پدرش در جشنی شرکت کردند و فرح با ویولن ابوالحسن صبا چند تصنیف اجرا کرد. صبا او را به یادگیری موسیقی تشویق کرد و او نیز پس از یادگیری موسیقی وارد حرفه خوانندگی شد. ابتدا با نام هنری شهرزاد فعالیت می‌کرد اما بعد از مدت کوتاهی نام هنری‌اش را به فرح تغییر داد. او در سال ۱۳۲۷ فعالیت خود را آغاز کرد و مدتی خواننده ارکستر شماره ۶ رادیو (به سرپرستی مجید وفادار) بود. فرح، از اولین خوانندگان برنامه گل‌ها بود و به ویژه در بخش برگ سبز بسیار فعالیت کرد. معروف‌ترین تصنیف وی او نیامد، ساختهٔ اکبر محسنی، با شعری از ایرج تیمورتاش بود. فرح در سال ۱۳۴۵ به درخواست پسرش از خوانندگی کناره‌گیری کرد و به جمع‌آوری صفحات خود مشغول شد و در ۸ اردیبهشت سال ۱۳۷۴ درگذشت.